# Proter
Als Proter bezeichnet man in der Protozoologie die bei der Zellteilung eines Wimpertierchens entstandene vordere Tochterzelle. Sie unterscheidet sich von ihrem hinteren Gegenstück, der Opisthe, dadurch, dass sie den Mundraum der Mutterzelle mit sich nimmt.

## Nachweise
Fußnoten direkt hinter einer Aussage belegen diese einzelne Aussage, Fußnoten direkt hinter einem Satzzeichen den gesamten vorangehenden Satz. Fußnoten hinter einer Leerstelle beziehen sich auf den kompletten vorangegangenen Text.
1. ↑  Denis H. Lynn: The Ciliated Protozoa, S. 48, ISBN 978-1-4020-8238-2, 2010